# Park Min-young
Park Min-young (hangul: 박민영; ur. 4 marca 1986 w Seulu) – południowokoreańska aktorka. Zagrała w dramie historycznej Sungkyunkwan Scandal z 2010 roku. Najbardziej znana jest z głównych ról w dramach takich jak City Hunter, Dr. Jin, A New Leaf, Healer, Remember, Queen for Seven Days, What’s Wrong with Secretary Kim, Her Private Life, When the Weather Is Fine i Prognozy pogody i miłości.

## Życiorys

### 2005–2009: Debiut i początki kariery
Park Min-young zadebiutowała w reklamie SK Telecom w 2005 roku. Karierę aktorską rozpoczęła rok później w popularnym sitcomie „High Kick!”. W 2007 r. pojawiła się w dramie „A-i Em Saem”, wcielając się w postać córki gangstera. W 2008 roku zagrała w jednym z odcinków dramy grozy „Hometown Legends” i wystąpiła w teledysku do popularnej piosenki „Haru Haru” grupy Big Bang. W 2009 r. zagrała nikczemną księżniczkę w dramie historycznej „Ja Myung Go”.

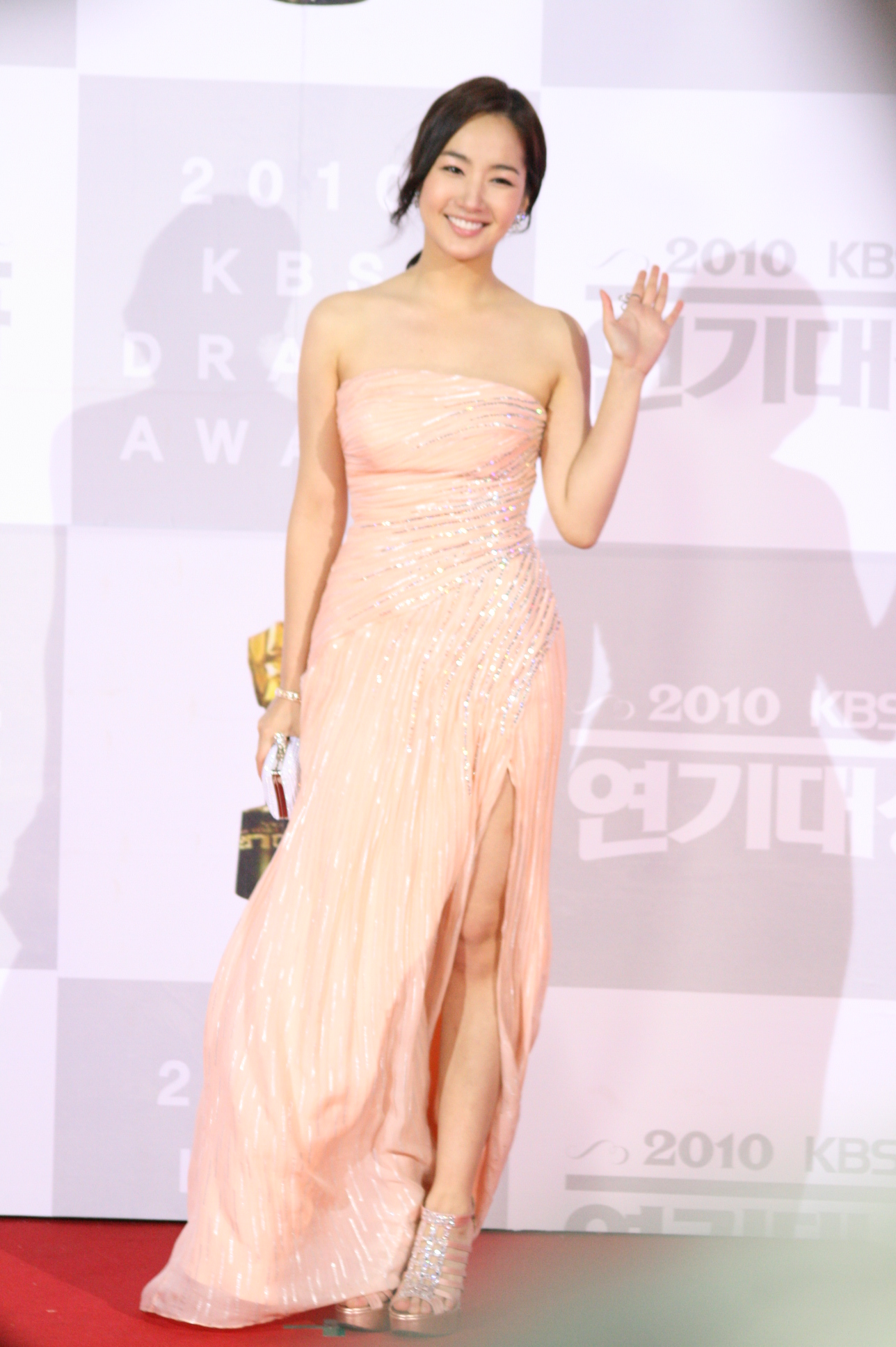
Park Min-young na gali KBS Drama Awards, która odbyła się 31 grudnia 2010 r.

### 2010–2011: Przełom w karierze i wzrost popularności
W 2010 r. zagrała w „Running, Gu” i przełomowej w jej karierze dramie historycznej „Sungkyunkwan Scandal”, w której wcieliła się postać, inteligentnej i zaradnej młodej kobiety, która przebiera się za chłopca, aby dostać się do najbardziej prestiżowej instytucji edukacyjnej w epoce Joseon.
Kolejny sukces odniosła w 2011 roku za sprawą dramy „City Hunter” opartej na tytułowej japońskiej mandze. Jest to opowieści o doktorze szukającym zemsty i sprawiedliwości oraz agentce służb specjalnych, w której się zakochuje. Min-young wystąpiła w nim u boku Lee Min-ho. Sukces na małym ekranie przerodził się we wzrost ofert reklamowych. Jeszcze w tym samym roku zadebiutowała na dużym ekranie w horrorze „Goyangi: Jukeumeul Boneun Du Gaeui Nun”, opowiadającym o kobiecie, którą ogarnia strach po tym, jak adoptuje kota znalezionego w miejscu tajemniczej śmierci. Następnie pojawiła się w melodramacie stacji KBS2 „Glory Jane”, w roli asystentki pielęgniarki, która wiąże się z byłym baseballistą.

### Od 2012: Wiodące role i edukacja
Park zagrała w kolejnej ekranizacji mangi w 2012 roku w dramie „Dr. Jin”, historia opowiada o neurochirurgu podróżującym w czasie do 1860 roku. Min-young wcieliła się w dwie role: dziewczyny bohatera we współczesności oraz jej sobowtóra w epoce Joseon.
W lutym 2013 roku ukończyła studia na Uniwersytecie Dongguk na wydziale teatru i filmu. W maju rozwiązała swój kontrakt z poprzednią firmą zarządzającą King Kong Entertainment i przez sześć miesięcy nie była z nikim związana. Dopiero w listopadzie podpisała kontrakt z nową agencją Culture Depot.

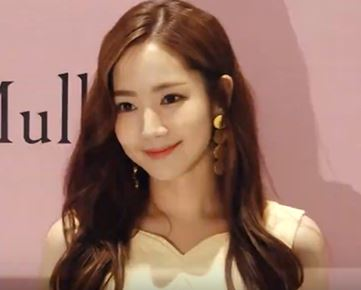
Park Min-young na wydarzeniu Mulberry 21 grudnia 2018 r.

Następnie zagrała idealistyczną stażystkę w dramie prawniczej „A New Leaf” z 2014 roku, która ściera się ze swoim błyskotliwym, ale zarazem cynicznym szefem, do momentu wypadku, w którym traci pamięć. Na przełomie 2014-2015 roku wcieliła się w rolę reporterki tabloidu w „Healer”, 20-odcinkowej dramie napisanej przez Song Ji-na, w której wystąpili także Ji Chang-wook i Yoo Ji-tae. Drama była popularna również w Chinach, co zaowocowało zwiększeniem jej popularności w tamtym regionie. Następnie wystąpiła jako prawniczka w dramie „Remember” wspólnie z Yoo Seung-ho, drama była emitowana od 9 grudnia 2015 do 18 lutego 2016 roku, zagrała także królową w historycznej dramie „Queen for Seven Days”, którą wyemitowano w 2017 roku.
We wrześniu 2017 roku potwierdzono, że Park Min-young będzie stałym członkiem obsady programu „Busted!”, który będzie emitowanym w serwisie Netflix. W listopadzie pojawiła się informacja, że kontrakt z jej agencją Culture Depot wygasł. W grudniu potwierdzono, że podpisała kontrakt z nową agencją zarządzającą Namoo Actors.

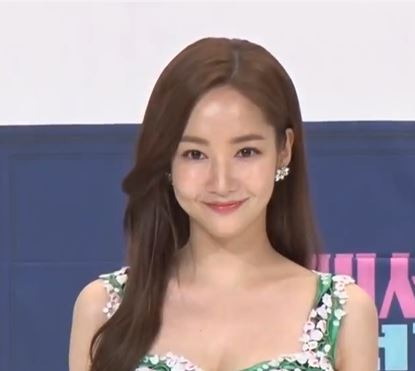
Park Min-young na konferencji prasowej dramy What’s Wrong with Secretary Kim.

W 2018 roku została obsadzona w swojej pierwszej komedii romantycznej „What’s Wrong with Secretary Kim” u boku Park Seo-joona. Seria okazała się sukcesem w rankingach popularności, co doprowadziło do jeszcze większego wzrostu popularności samej Min-young. W październiku zorganizowała swoje pierwsze spotkanie z fanami od czasu debiutu 12 lat temu zatytułowane „My Day”.
W 2019 roku Park zagrała w swoim drugiej dramie romantycznej „Her Private Life” u boku Kim Jae-wooka. Min-young wcieliła się w Seong Deok-mi, która pracuje jako kustosz w muzeum sztuki, natomiast poza pracą jest namiętną fanką pewnego popularnego idola.
W 2020 roku wystąpiła w dramie telewizji JTBC „When the Weather Is Fine” u boku Seo Kang-joona. Wcielając się w postać Mok Hae-won, zwanej też „Irene”, bezrobotnej nauczycielki gry na wiolonczeli, która powraca z Seulu do miasteczka w prowincji Gangwon, gdzie wcześniej uczęszczała do liceum.
29 grudnia 2021 ogłoszono, że umowa Park Min-young z Namoo Actors wygasła po tym, jak zdecydowała się nie przedłużać jej. Dzień później ogłoszono, że podpisała kontrakt z Hook Entertainment.
W 2022 roku wystąpiła w dramie „Prognozy pogody i miłości” u boku Song Kanga, grając Jin Ha-kyung, meteorolożkę w Koreańskiej Administracji Meteorologicznej. W tym samym roku zagrała także główną rolę w dramie „Mon Wed Fri Tues Thurs Sat”.
Po 2023 roku, w którym nękały ją problemy w życiu osobistym, związane z jej byłym chłopakiem powróciła na ekrany 1 stycznia 2024 roku w dramie „Marry My Husband”, opartym na popularnej powieści internetowej. Drama ta ma szczególne znaczenie dla Min-young, ponieważ była to jej pierwsza rola po kontrowersji związanej z problemami w 2022 roku. Drama „Mon Wed Fri Tues Thurs Sat”, która była emitowana w czasie tych zawirowań, ledwo przekroczyła 3% oglądalności i można ją uznać za porażkę, mimo że była komedią romantyczną, gatunkiem, w którym Park Min-young zawsze błyszczała. Wzbudziło to wątpliwości co do jej kolejnego występu. Jednak pozytywny odbiór pierwszych dwóch odcinków „Marry My Husband” zdaje się je rozwiewać.

## Filmografia

### Dramy
| Rok     | Tytuł                           | Rola                         | Stacja telewizyjna | Przy.         |
| ------- | ------------------------------- | ---------------------------- | ------------------ | ------------- |
| 2006–07 | High Kick!                      | Kang Yoo-mi                  | MBC                | [ 15 ]        |
| 2007    | A-i Em Saem                     | Yoo Eun-byul                 | KBS2               | [ 48 ]        |
| 2008    | Hometown of Legends             | Lee Myung-ok                 | KBS2               | [ 19 ]        |
| 2009    | Ja Myung Go                     | Księżniczka Ra-hee           | SBS                | [ 49 ]        |
| 2010    | Running, Gu                     | Moon Haeng-joo               | MBC                | [ 24 ]        |
| 2010    | Sungkyunkwan Scandal            | Kim Yoon-hee / Kim Yoon-shik | KBS2               | [ 2 ]         |
| 2011    | City Hunter                     | Kim Na-na                    | SBS                | [ 3 ]         |
| 2011    | Glory Jane                      | Yoon Jae-in                  | KBS2               | [ 50 ]        |
| 2012    | Dr. Jin                         | Yoo Mi-na / Hong Young-rae   | MBC                | [ 4 ]         |
| 2014    | A New Leaf                      | Lee Ji-yoon                  | MBC                | [ 5 ]         |
| 2014–15 | Healer                          | Chae Young-shin / Oh Ji-an   | KBS2               | [ 6 ]         |
| 2015–16 | Remember                        | Lee In-a                     | SBS                | [ 7 ]         |
| 2017    | Queen for Seven Days            | Shin Chae-kyung              | KBS2               | [ 8 ]         |
| 2018    | What’s Wrong with Secretary Kim | Kim Mi-so                    | tvN                | [ 9 ]         |
| 2019    | Her Private Life                | Sung Duk-mi                  | tvN                | [ 10 ]        |
| 2020    | When the Weather Is Fine        | Mok Hae-won                  | JTBC               | [ 11 ]        |
| 2022    | Prognozy pogody i miłości       | Jin Ha-kyung                 | JTBC               | [ 12 ] [ 13 ] |
| 2022    | Mon Wed Fri Tues Thurs Sat      | Choi Sang-eun                | tvN                | [ 51 ]        |
| 2024    | Marry My Husband                | Kang Ji-won                  | tvN                | [ 52 ]        |

### Filmy
| Rok  | Tytuł                                  | Rola    | Przy.  |
| ---- | -------------------------------------- | ------- | ------ |
| 2011 | Goyangi: Jukeumeul Boneun Du Gaeui Nun | So-yeon | [ 53 ] |

### Programy telewizyjne
| Rok       | Tytuł                   | Uwagi                                | Stacja telewizyjna | Przy.  |
| --------- | ----------------------- | ------------------------------------ | ------------------ | ------ |
| 2019      | 33rd Golden Disc Awards | Gospodarz programu (z Park Yoo-chun) | JTBC               | [ 54 ] |
| 2018-2021 | Busted!                 | Członek obsady                       | Netflix            | [ 35 ] |

### Występy w teledyskach
| Rok  | Tytuł piosenki      | Artysta       | Przy.  |
| ---- | ------------------- | ------------- | ------ |
| 2007 | „Don’t Say Goodbye” | Kim Young-jin | [ 55 ] |
| 2008 | „Haru Haru”         | Big Bang      | [ 17 ] |
| 2009 | „Love Story”        | Gavy NJ       | [ 56 ] |

## Nagrody i nominacje
| Rok  | Ceremonia                         | Kategoria                                                             | Nominowane prace                  | Rezultat  | Przy.  |
| ---- | --------------------------------- | --------------------------------------------------------------------- | --------------------------------- | --------- | ------ |
| 2007 | MBC Entertainment Awards          | Najlepsza Nowa Aktorka w Komedii / Sitcomie                           | High Kick!                        | Wygrana   | [ 57 ] |
| 2007 | KBS Drama Awards                  | Najlepsza Nowa Aktorka                                                | A-i Em Saem                       | Wygrana   | [ 58 ] |
| 2008 | Asia Model Festival Awards        | Model Award                                                           | Park Min-young                    | Wygrana   | [ 59 ] |
| 2008 | Baeksang Arts Awards              | Najlepsza Nowa Aktorka (Telewizja)                                    | A-i Em Saem                       | Nominacja | [ 60 ] |
| 2008 | KBS Drama Awards                  | Special Drama / One Act Drama (Aktorka)                               | Hometown of Legends               | Wygrana   | [ 61 ] |
| 2010 | KBS Drama Awards                  | Najlepsza Aktorka (w Niepełnym Wymiarze Godzinowym)                   | Sungkyunkwan Scandal              | Wygrana   | [ 62 ] |
| 2010 | KBS Drama Awards                  | Nagroda Netizena                                                      | Sungkyunkwan Scandal              | Wygrana   | [ 62 ] |
| 2010 | KBS Drama Awards                  | Najlepsza Para (z Park Yoo-chun)                                      | Sungkyunkwan Scandal              | Wygrana   | [ 62 ] |
| 2011 | Baeksang Arts Awards              | Najlepsza Aktorka (Telewizja)                                         | Sungkyunkwan Scandal              | Nominacja | [ 63 ] |
| 2011 | Seoul International Drama Awards  | Wybitna Koreańska Aktorka                                             | Sungkyunkwan Scandal              | Nominacja |        |
| 2011 | Korea Drama Awards                | Najlepsza Aktorka                                                     | Sungkyunkwan Scandal, City Hunter | Nominacja | [ 64 ] |
| 2011 | SBS Drama Awards                  | Nagroda za Doskonałość, Aktorka w Serialu Specjalnym                  | City Hunter                       | Nominacja |        |
| 2011 | SBS Drama Awards                  | Nagroda dla Najlepszej Pary (z Lee Min-ho)                            | City Hunter                       | Nominacja |        |
| 2011 | SBS Drama Awards                  | Nagroda Popularności                                                  | City Hunter                       | Nominacja |        |
| 2011 | KBS Drama Awards                  | Nagroda Najwyższej Doskonałość                                        | Glory Jane                        | Nominacja |        |
| 2011 | KBS Drama Awards                  | Nagroda za Doskonałość, Najlepsza Aktorka w Średniometrażowym Serialu | Glory Jane                        | Wygrana   | [ 62 ] |
| 2012 | Top Chinese Music Awards          | Fashion Artist Award                                                  | Park Min-young                    | Wygrana   | [ 65 ] |
| 2014 | MBC Drama Awards                  | Nagroda za Doskonałość, Aktorka w Miniserialu                         | A New Leaf                        | Nominacja |        |
| 2014 | KBS Drama Awards                  | Nagroda za Doskonałość, Najlepsza Aktorka w Średniometrażowym Serialu | Healer                            | Wygrana   | [ 66 ] |
| 2014 | KBS Drama Awards                  | Nagroda dla Najlepszej Pary (z Ji Chang-wook)                         | Healer                            | Wygrana   | [ 67 ] |
| 2015 | Asia Model Festival Awards        | Nagroda Specjalna Azja, Aktorka                                       | Park Min-young                    | Wygrana   | [ 68 ] |
| 2016 | DramaFever Awards                 | Najlepsza Para (z Ji Chang-wook)                                      | Healer                            | Wygrana   | [ 69 ] |
| 2016 | SBS Drama Awards                  | Nagroda Najwyższej Doskonałość, Aktorka w Serialu Gatunkowym          | Remember                          | Nominacja |        |
| 2017 | Asia Artist Awards                | Nagroda dla Najlepszej Gwiazdy                                        | Queen for Seven Days              | Wygrana   | [ 70 ] |
| 2017 | KBS Drama Awards                  | Nagroda za Doskonałość, Najlepsza Aktorka w Średniometrażowym Serialu | Queen for Seven Days              | Nominacja |        |
| 2018 | APAN Star Awards                  | Nagroda za Doskonałość, Aktorka w Miniserialu                         | What’s Wrong with Secretary Kim   | Nominacja | [ 71 ] |
| 2018 | APAN Star Awards                  | K-Star Popular Actress Award                                          | What’s Wrong with Secretary Kim   | Wygrana   | [ 72 ] |
| 2018 | Asia Drama Conference             | Specjalna Nagroda Uznania                                             | What’s Wrong with Secretary Kim   | Wygrana   | [ 73 ] |
| 2018 | KCA Consumer Day Awards           | Najlepsza Aktorka Serialowa                                           | What’s Wrong with Secretary Kim   | Wygrana   | [ 74 ] |
| 2018 | TVN Joy Festival                  | Kobieca Postać Roku                                                   | What’s Wrong with Secretary Kim   | Wygrana   | [ 75 ] |
| 2018 | TVN Joy Festival                  | Czwartkowa Ikona                                                      | What’s Wrong with Secretary Kim   | Wygrana   | [ 75 ] |
| 2018 | Cosmo Beauty Awards               | Annual Shining Beauty Idol                                            | Park Min-young                    | Wygrana   | [ 76 ] |
| 2019 | iQiYi Taiwan Entertainment Awards | Most Beautiful Award                                                  | What’s Wrong with Secretary Kim   | Wygrana   | [ 77 ] |
| 2019 | Annual Soompi Awards              | Najlepsza Aktorka Roku                                                | What’s Wrong with Secretary Kim   | Wygrana   | [ 78 ] |
| 2019 | Annual Soompi Awards              | Najlepsza Para (z Park Seo-joon)                                      | What’s Wrong with Secretary Kim   | Nominacja | [ 78 ] |
| 2019 | StarHub Night of Stars            | Najlepsza Kobieca Azjatycka Gwiazda                                   | Her Private Life                  | Wygrana   | [ 79 ] |
| 2019 | Asia Artist Awards                | Nagroda dla Azjatyckiej Gwiazdy, Aktorka                              | Park Min-young                    | Wygrana   | [ 80 ] |
| 2019 | Asia Artist Awards                | Nagroda dla Najlepszego Artysty, Aktorka                              | Park Min-young                    | Wygrana   | [ 81 ] |
| 2022 | Asia Artist Awards                | Nagroda dla Najlepszego Artysty, Aktorka                              | Park Min-young                    | Wygrana   | [ 82 ] |
| 2022 | Asia Artist Awards                | Nagroda Gorący Trend – Aktorka                                        | Park Min-young                    | Wygrana   | [ 82 ] |

### Inne wyróżnienia
- 2013 – Dongguk University – Nagroda honorowa[83]
- 2021 – 55th Taxpayers’ Day – Wyróżnienie prezydenckie[84]